# Sabljozube mačke
Sabljozube mačke (Machairodontinae), potporodica izumrlih sisavaca iz poorodice Felidae koje su karakterizirali veliki zakrivljerni očnjaci koji su im stršili iz usta.
Sabljozub e mačke živjele su i na američkom i europskom tlu, a postojalo je više rodova i tribusa među njim a, to su Homotheriini, Machairodontini, Metailurini i Smilodontini.
Živjele su u čoporima na travnatim ravnicama na kojima je živjela velika divljač. Nestale su pred kraj ledenog doba.

## Klasifikacija
- †Tribus Homotheriini Fabrini 1890, Euroazija, Afrika, Sjeverna i Južna Amerika.
  - Rod †Amphimachairodus Kretzoi 1929
    - †Amphimachairodus coloradensis Cook 1922
    - †Amphimachairodus giganteus Kretzoi 1929

  - Rod †Homotherium Fabrini 1890
    - †Homotherium crusafonti Schultz and Martin 1970
    - †Homotherium idahoensis Merriam 1918
    - †Homotherium ischyrus = Dinobastis ischyrus Merriam 1905
    - †Homotherium johnstoni Mawby 1965
    - †Homotherium serum Cope 1893
    - †Homotherium venezuelensis Rincón et al. 2011; Monagas,Pleistocen, Venezuela.

  - Rod †Machairodus Kaup 1833
    - †Machairodus catocopis Cope 1887
    - †Machairodus irtyschensis Orlov 1936
    - †Machairodus ischimicus Orlov 1936
    - †Machairodus kabir Peigne et al. 2005
    - †Machairodus kurteni Sotnikova 1991
    - †Machairodus necator Gervais 1880

  - Rod †Nimravides Kitts 1958
    - †Nimravides galiani Baskin 1981
    - †Nimravides hibbardi Dalquest 1969
    - †Nimravides pedionomus Macdonald 1948
    - †Nimravides thinobates Macdonald 1948

  - Rod †Xenosmilus Martin et al. 2000
    - †Xenosmilus hodsonae Martin et al. 2000
- †Tribus Machairodontini Gill 1872
  - Rod †Miomachairodus Schmidt-Kittler 1976
- †Tribus Metailurini
  - Rod †Adelphailurus Hibbard 1934
    - †Adelphailurus kansensis Hibbard 1934

  - Rod †Dinofelis Zdansky 1924
    - †Dinofelis palaeoonca Meade 1945

  - Rod †Metailurus Zdansky 1924
  - Rod †Pontosmilus Kretzoi 1929
    - †Pontosmilus orientalis Kittl 1887

  - Rod †Stenailurus Crusafont-Pairo and Aguirre 1972
  - Rod †Therailurus Piveteau 1948
- †Tribus Smilodontini Kretzoi 1929
  - Rod †Megantereon Croizet and Jobert 1828
    - †Megantereon cultridens Cuvier 1824
    - †Megantereon eurynodon Ewer 1955
    - †Megantereon falconeri Pomel 1853
    - †Megantereon gracilis Broom and Schepers 1946
    - †Megantereon hesperus Gazin 1933
    - †Megantereon inexpectatus Teilhard de Chardin 1939
    - †Megantereon megantereon Croizet and Jobert 1828
    - †Megantereon nihowanensis Teilhard de Chardin and Piveteau 1930
    - †Megantereon whitei Broom 1937

  - Rod †Paramachaerodus Pilgrim 1913
  - Rod †Smilodon Lund 1841
    - †Smilodon crucians Ameghino 1904
    - †Smilodon fatalis Leidy 1868; sinonim Smilodon californicus Bovard 1907
    - †Smilodon gracilis Cope 1880
    - †Smilodon populator Lund 1842
    - †Smilodon riggii'' Kraglievich 1948

## Vanjske poveznice
|  | Zajednički poslužitelj ima još gradiva o temi Machairodontinae |
|  | Wikivrste imaju podatke o taksonu Machairodontinae             |